# La Spezia (tỉnh)
Tỉnh La Spezia (tiếng Ý:Provincia della Spezia) là một tỉnh ở vùng Liguria củaÝ. Tỉnh lỵ là thành phố La Spezia.
Tỉnh này có diện tích881 km², tổng dân số là 215.935 người năm 2001. Có 32 đô thị ở trong tỉnh này (nguồn: Viện thống kê quốc gia ItaliaIstat, xem trang mạng Lưu trữ ngày 11 tháng 11 năm 2007 tại Wayback Machine).